# Halgyrineum
Halgyrineum là một chi ốc biển săn mồi, là động vật thân mềm chân bụng sống ở biển trong họ Ranellidae,, họ ốc tù và.

## Các loài
Các loài thuộc chi Halgyrineum bao gồm:
- Halgyrineum louisae (Lewis, 1974)[2]